# House of Hits
Albums de Marley Marl
In Control, Volume 2: For Your Steering Pleasure
(1991) The Queensbridge Sessions
(1996)
House of Hits est une compilation de Marley Marl, sortie le 11 juin 1995.
Le titre de cet album fait référence au label Cold Chillin' Records qui, à la fin des années 1980, était surnommé la House of Hits en raison du nombre de rappeurs qui y ont enregistré des titres devenus des « classiques ». On retrouve d'ailleurs sur cette compilation les meilleurs artistes de l'époque.

## Liste des titres
Tous les titres sont produits par Marley Marl, à l'exception d'Eric B. for President, produit par Eric B.
| No  | Titre                                                                                             | Contient un (des) sample(s) de | Durée |
| --- | ------------------------------------------------------------------------------------------------- | --- | ----- |
| 1.  | Symphony Vol. I (featuring Big Daddy Kane, Craig G, Kool G Rap et Masta Ace)                      | Hard to Handle d'Otis Redding Do It Your Way de Rory-O et Chuck Colbert | 6:06  |
| 2.  | Roxanne's Revenge (Interprété par Roxanne Shanté)                                                 | | 4:52  |
| 3.  | Eric B. For President (Interprété par Eric B. & Rakim)                                            | | 5:00  |
| 4.  | The Bridge (Original) (Interprété par MC Shan)                                                    | | 6:30  |
| 5.  | Make the Music with Your Mouth, Biz (Interprété par Biz Markie)                                   | | 4:56  |
| 6.  | Just Rhymin' with Biz (Interprété par Biz Markie et Big Daddy Kane)                               | | 4:01  |
| 7.  | Poison (Interprété par Kool G Rap et DJ Polo)                                                     | | 4:48  |
| 8.  | Symphony Vol. II (featuring Big Daddy Kane, Craig G, Kool G Rap, Little Daddy Shane et Masta Ace) | Handclapping Song des Meters The Symphony de Marley Marl et Big Daddy Kane featuring Masta Ace, Craig G et G Rap Maceo de Maceo & All the King's Men I'll Take You There des Staple Singers | 5:21  |
| 9.  | Raw (Interprété par Big Daddy Kane)                                                               | | 4:45  |
| 10. | Vapors (Interprété par Biz Markie)                                                                | | 6:02  |
| 11. | Set It Off (Interprété par Big Daddy Kane)                                                        | | 4:07  |
| 12. | Droppin' Science (featuring Craig G)                                                              | Make It Funky de James Brown Rock Me Again & Again & Again & Again & Again & Again (6 Times) de Lyn Collins Change the Beat (Female Version) de Beside                                      | 4:58  |
| 13. | Ain't No Half-Steppin' (Interprété par Big Daddy Kane)                                            | | 5:18  |
| 14. | Music Man (Interprété par Masta Ace)                                                              | | 4:03  |
| 15. | Chief Rocker (Interprété par Lords of the Underground)                                            | | 4:30  |